# Кен Волшебная Серьга

Кен-волшебная серьга

Кен-волшебная серьга (англ. Earring Magic Ken) — модель популярной куклы по имени Кен, выпущенная компанией «Mattel» в 1993 году в качестве приложения к кукле «Барби-волшебная серьга», одной из шести кукол линии «Волшебная серьга».
Игрушка производилась в Китае и стоила около 15 долларов.

## Дизайн
«Маттел» провела опрос девочек с просьбой ответить на вопрос, следует ли сохранить Кена в качестве друга Барби, или в этой роли должна появиться новая кукла. Результаты опроса показали, что дети хотели, чтобы Кен остался, при этом они пожелали, чтобы он выглядел «более гламурным». В результате облик Кена был изменён.
Новая разновидность Кена отличалась от всех предыдущих версий своим внешним видом: светлыми волосами с традиционным каштановым отливом, одеждой, включающей фиолетовую сетчатую рубашку, лиловый жилет, на шее шнурок с блестящим кольцом и, как следует из названия куклы, серьгой в левом ухе.

## Гей Кен
Наблюдатели сразу отметили в новом Кене признаки стереотипного гея:  фиолетовая одежда, кольцо на шнурке, которое критиками было описано, как эрекционное кольцо. Новую куклу тут же окрестили «Геем Кеном». Игрушка была очень популярна, её фото оказалось на главной странице издания «Нью-Йорк Таймс» в разделе «Искусство и досуг». Новый Кен пользовался высоким спросом у покупателей. Высказывалось предположение относительно коммерческого успеха продукта: якобы высокие продажи кукле обеспечили не дети, а представители сексуальных меньшинств. Несмотря на высокие показатели продаж игрушки, публичные комментарии от представителей гей-сообщества, таких как Дэн Сэвадж (комментатор из гей-ориентированной газеты «The Stranger») вынудили «Маттел» прекратить производство куклы «Кен-волшебная серьга» и изъять её из магазинов. Менеджер по маркетингу и коммуникациям компании «Маттел» Лайза Маккендал заявила:

Продажа эрекционных колец маленьким девочкам — это не наш бизнес.
Оригинальный текст (англ.) We're not in the business of putting cock rings into the hands of little girls.